# Université de Guelph

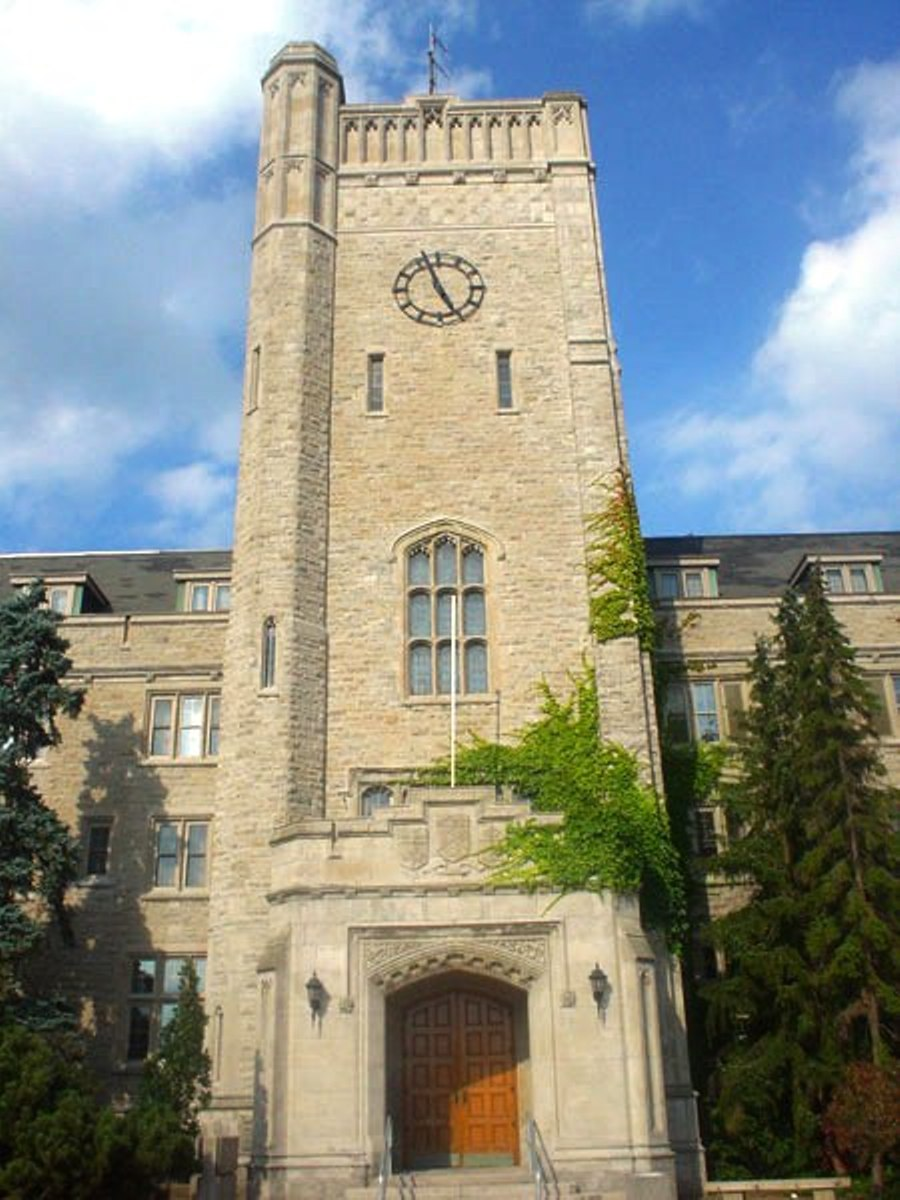
Université de Guelph.

L'Université de Guelph a été fondée en 1964, elle est située dans la ville de Guelph en Ontario au Canada.
L'université se distingue particulièrement comme étant la seule à offrir un programme de médecine vétérinaire en Ontario.
L'Université de Guelph est actuellement rangée par le magazine de Maclean comme meilleure université complète au Canada.
Le programme d'agronomie est réputé mondialement. L'Université de Guelph est d'ailleurs associée avec l'OAC (Ontario Agricultural Colleges). OAC regroupe trois campus : Kemptville Campus, Ridgetown Campus et le campus d'Alfred, qui est francophone.

## Campus d'Alfred
Le campus d'Alfred est situé à Alfred en Ontario, entre Montréal (Québec) et Ottawa (Ontario). Tous les programmes sont offerts en français et mènent à un diplôme technique de l'Université de Guelph. Le campus a aussi une vocation internationale, étant doté de plusieurs programmes d'études et de stages à l'étranger. Il est d'ailleurs l'un des grands participants au programme EUMC (en anglais : WUSC) (Entraide universitaire mondiale du Canada), dont l'expertise pour le programme de parrainage d'étudiants réfugiés est réputée. Le campus d'Alfred offre des programmes de :
– technologie agricole ;
– techniques de soins vétérinaires ;
– nutrition, diététique et science des aliments.

## Campus de Guelph-Humber
L'université de Guelph-Humber est association d'université-college entre l'Université de Guelph et Humber-college. Elle est située sur le campus du nord de Humber à Toronto, Ontario, Canada. L'école offre six programmes universitaires réguliers de quatre ans, qui accordent un degré d'honneur d'université et le diplôme du collège.

## Personnalités liées à l'université

### Professeurs
- Suzy Lake, professeure de 1980 à 2008
- Bianca Dittrich, professeure auxiliaire et physicienne